# 大日本帝国憲法第64条
大日本帝国憲法第64条（だいにほん/だいにっぽん ていこくけんぽう だい64じょう）は、大日本帝国憲法第6章にある。

## 現代風の表記
1. 国家の歳出歳入は、毎年、予算をもって、帝国議会の協賛を経なければならない。
2. 予算の項目（款項）を超過し、又は予算の他に生じた支出があるときは、後日帝国議会の承認を求めることを要する。